# EMP44衝鋒槍
EMP44衝鋒槍（英語：EMP 44）是一款在二战時期由納粹德國埃爾馬兵工廠於1943年生產的原型及全金屬製冲锋枪，但被德國陸軍裝備部拒絕，發射9×19公釐帕拉貝倫口徑手枪子彈。

## 歷史
第二次世界大战時期，德意志國防軍廣泛使用沖锋枪；加上踏入中期，德國各地兵工廠受到盟軍的大規模空襲，導致工業生產力明顯減少，因而令兵工廠對於能在較低的生產成本帶出設計比MP40冲锋枪更為簡化的衝鋒槍的工業能力有著強烈的依賴性。1944年，主要的MP40的生產商埃爾瑪兵工廠提交了EMP44。機匣如斯登般是由焊接鋼管生產出來。制退器是以與俄罗斯PPS-43的制退器同樣的方式，在槍口由衝壓钢所成形生產。
雖然最初研發時命名為“MP 44”，但由於MP43作出利於生產的設計變更型已經占用該命名，因而加上埃爾馬兵工廠（Erma Werke）的首個字母“E”並更名為“EMP44”。可是，EMP44由於它未能通過驗收測試而被拒絕；但主要是新型武器，比如StG44已經以取代MP40和毛瑟Kar98k雙者作為主要目標進行生產（雖然最後都沒有普遍裝備德軍）。直到戰局進一步惡化令德軍需要一種結構簡單的衝鋒槍時，採用的是設計與斯登衝鋒槍近乎相同的MP3008衝鋒槍。

## 概述
EMP44衝鋒槍藉由開放式槍栓射擊，口徑為9×19公釐帕拉貝倫手枪子彈。該槍的全長720毫米（28.35英吋），但亦有一說是取決於槍托位置、在892—950毫米（35.12—37.4英吋）之間。槍管長度為250—308毫米（9.84—12.13英吋）。發射速率為每分鐘500發，並具有可裝上兩個MP40的可拆卸式彈匣的雙重彈匣插槽，都裝有彈匣時等同64發。雖然瞄準具最大可調整至300公尺（328.08码，984.25英尺），其實際射程卻是150—200公尺（164.04—218.72码，492.13—656.17英尺）。
該槍是由全金屬製成，但也可說是粗製濫造的拼裝物，比如槍托是由焊接在一起的管狀物製成。因為每個部分都為了易於製造而呈直角般聯接，以至它在過去的衝鋒槍之中給人如同異類的印象。這是為了回應德國政府批准的簡單武器計劃（Primitiv-Waffen-Programm）的當中要求，將其作為武器設計理念的一部分而構築的衝鋒槍，或多或少地在試圖模仿英國斯登衝鋒槍以及（在模仿的程度上較少的）PPSh-41衝鋒槍。歸根究底，這種粗劣的外觀設計是導致它被德意志國防軍拒絕採用的敗筆。
該槍可能是在1942年設計，已知可作唯一的序列號例子有15號，而該槍標有其生產日期為1943年2月。原型槍的下場的一種說法為是，它倆大部分的雙重供彈機構都被拆卸下來，然後安裝在MP40/I以上。

## 流行文化

### 電子遊戲
- 2021年—《應徵入伍》：作為金券武器解鎖。

## 資料來源
1. ↑  John Walter. . Greenhill Books. 2004: 187. ISBN 978-1-85367-598-0.
2. ↑  W. Darrin Weaver (2005) Desperate Measures - The Last-Ditch Weapons of the Nazi Volkssturm, Collector Grade Publications, ISBN 0889353727, pp. 110-112
3. ↑  G. de Vries, B.J. Martens: The MP 38, 40, 40/1 and 41 Submachine gun, Propaganda Photos Series, Volume 2, Special Interest Publicaties BV, Arnhem, The Netherlands.First Edition 2001, page 36

## 外部連結
- （英文）—Small Arms Defense Journal.com—German Submachine Gun EMP44（页面存档备份，存于）
- （俄文）—Не теряйте мужества - худшее впереди!—EMP.44. Преждевременный эрзац.（页面存档备份，存于）
- （俄文）—Zonwar.ru—Пистолет-пулемет ERMA EMP-44（页面存档备份，存于）